# Everything Is Illuminated
Everything Is Illuminated (bra: Uma Vida Iluminada; prt: Está Tudo Iluminado) é um filme estadunidense de 2005, dos gêneros aventura e comédia dramática, escrito e dirigido por Liev Schreiber baseado no romance homônimo de Jonathan Safran Foer.

## Resposta crítica
"American Chronicle" incluiu o filme entre os "filmes raros que encapsulam a emoção da descoberta e do drama com humor", enquanto a Time Out New York chamou Liev Schreiber de "estréia incrivelmente garantida como diretor". Roger Ebert elogiou o filme, atribuindo-lhe 3 estrelas e meia em 4, e sugeriu que alguém pudesse vê-lo pela segunda vez (como ele fez) "para entender a jornada que leva".

## Elenco
- Elijah Wood – Jonathan
- Eugene Hütz – Alex
- Boris Leskin – Avô de Alex
- Larisa Lauret – Lista

## Prêmios e indicações
- Ganhou Prêmio Lanterna Mágica no Festival de Veneza 2005[carece de fontes?]
- Ganhou Prêmio de Melhor Roteiro no Festival de Cinema do Rio de Janeiro (Brasil)[carece de fontes?]
- Boris Leskin recebeu o prêmio de melhor ator no Pacifi Meridian[6][7][8]